# 아프리카매너티
아프리카매너티 또는 서아프리카매너티(학명: Trichechus senegalensis)는 바다소목에 속하는 매너티의 일종이다. 주로 초식을 한다. 아프리카매너티는 아프리카 서부 지역, 즉 세네갈부터 앙골라까지의 지역에서 발견된다. 외형과 생태상 서인도제도매너티와 여러 가지 닮은 점이 많다.